# Kataller Toyama
Maillots
Actualités
Le Kataller Toyama (カターレ富山) est un club japonais de football basé à Toyama dans la préfecture du même nom. Le club évolue en J.League 3.

## Historique
Créé en 2007 avec Arrows Hokuriku et YKK AP Soccer Club comme entité mère crée le Kataller Toyama. A rejoint la J League en 2009. En 2014 le club est relégué en J.League 3.
Le nom de l'équipe Kataller signifie "parler", "chanter" (italien "cantare") et "gagner" (dialecte Toyama "gagner"). L'emblème utilise les motifs de la « chaîne de montagnes de Tateyama », de la « baie de Toyama » et de la « tulipe » et fait appel à la préfecture de Toyama.

## Palmarès
| Compétitions nationales | Compétitions internationales |
| - Néant                 | - Néant                      |

## Joueurs et personnalités du club

### Entraîneurs
Le tableau suivant présente la liste des entraîneurs du club depuis 2008.
| Rang | Nom              | Période   |
| ---- | ---------------- | --------- |
| 1    | Hiroshi Sowa     | 2008-2010 |
| 2    | Takayoshi Amma   | 2010-2015 |
| 3    | Yasuyuki Kishino | 2015      |

| Rang | Nom             | Période   |
| ---- | --------------- | --------- |
| 4    | Shigeo Sawairi  | 2015      |
| 5    | Yasutoshi Miura | 2016-2017 |

| Rang | Nom         | Période   |
| ---- | ----------- | --------- |
| 6    | Tetsuro Uki | 2017-2018 |
| 7    | Ryo Adachi  | 2018-2021 |

| Rang | Nom               | Période     |
| ---- | ----------------- | ----------- |
| 8    | Nobuhiro Ishizaki | 2021-2022   |
| 9    | Michiharu Otagiri | depuis 2022 |

## Bilan saison par saison
Ce tableau présente les résultats par saison du Kataller Toyama dans les diverses compétitions nationales depuis la saison 2009.
| Saison | Championnat | Championnat | Championnat | Championnat | Championnat | Championnat | Championnat | Championnat | Championnat | Championnat | Coupe du Japon | Coupe de la Ligue |
| Saison | Division    | Pos         | Pts         | J           | V           | N           | D           | BP          | BC          | Diff.       | Coupe du Japon | Coupe de la Ligue |
| ------ | ----------- | ----------- | ----------- | ----------- | ----------- | ----------- | ----------- | ----------- | ----------- | ----------- | -------------- | ----------------- |
| 2009   | J2 League   | 13e         | 61          | 51          | 15          | 16          | 20          | 48          | 58          | -10         | 3e tour        | -                 |
| 2010   | J2 League   | 18e         | 28          | 36          | 8           | 4           | 24          | 39          | 71          | -32         | 2e tour        | -                 |
| 2011   | J2 League   | 16e         | 43          | 38          | 11          | 10          | 17          | 36          | 53          | -17         | 3e tour        | -                 |
| 2012   | J2 League   | 19e         | 38          | 42          | 9           | 11          | 22          | 38          | 59          | -21         | 2e tour        | -                 |
| 2013   | J2 League   | 18e         | 44          | 42          | 11          | 11          | 20          | 45          | 59          | -14         | 2e tour        | -                 |
| 2014   | J2 League   | 22e         | 23          | 42          | 5           | 8           | 29          | 28          | 74          | -46         | 3e tour        | -                 |
| 2015   | J3 League   | 5e          | 52          | 36          | 14          | 10          | 12          | 37          | 36          | +1          | -              | -                 |
| 2016   | J3 League   | 6e          | 49          | 30          | 13          | 10          | 7           | 37          | 29          | +8          | 2e tour        | -                 |
| 2017   | J3 League   | 8e          | 47          | 32          | 13          | 8           | 11          | 37          | 33          | +4          | 2e tour        | -                 |
| 2018   | J3 League   | 11e         | 41          | 32          | 12          | 5           | 15          | 41          | 50          | -9          | 2e tour        | -                 |
| 2019   | J3 League   | 4e          | 58          | 34          | 16          | 10          | 8           | 54          | 31          | +23         | 3e tour        | -                 |
| 2020   | J3 League   | 9e          | 50          | 34          | 15          | 5           | 14          | 52          | 43          | +9          | -              | -                 |
| 2021   | J3 League   | 4e          | 46          | 28          | 13          | 7           | 8           | 40          | 34          | +6          | 2e tour        | -                 |
| 2022   | J3 League   | 6e          | 60          | 34          | 19          | 3           | 12          | 55          | 48          | +7          | 2e tour        | -                 |
| 2023   | J3 League   | 3e          | 62          | 38          | 19          | 5           | 14          | 59          | 48          | +11         | 3e tour        | -                 |
| 2024   | J3 League   | 3e          | 64          | 38          | 16          | 16          | 6           | 54          | 36          | +18         | 2e tour        | Tour éliminatoire |
| Saison | Division    | Pos         | Pts         | J           | V           | N           | D           | BP          | BC          | Diff.       | Coupe du Japon | Coupe de la Ligue |
| Saison | Championnat |             |             |             |             |             |             |             |             |             | Coupe du Japon | Coupe de la Ligue |